# Бедна дяволица
Бедна дяволица (на испански: Pobre diabla) е перуанска теленовела, режисирана от Рубен Хербаси и Дани Гавидия и продуцирана от Америка Телевисион през 2000 г. Версията, написана от Делия Фиайо в сътрудничество с Химена Суарес, е базирана на оригиналната история, създадена от Алберто Мигре.
В главните роли са Анджи Сепеда и Салвадор дел Солар, а в отрицателните – Мария Кристина Лосада, Ванеса Саба, Мария Анхелика Вега, Серхио Галиани и Ернан Ромеро.

## Сюжет
Скромната и млада Фиорела Морели се запознава с дон Андрес Мехия-Гусман, влиятелен бизнесмен на средна възраст, осъден на смърт заради наскоро диагностицирана сериозна неизлечима болест. Дон Андрес е член на едно от най-важните семейства в Лима и собственик на основното издателство в Перу. Андрес се влюбва във Фиорела и я моли да се омъжи за него, за да прекара последните месеци от живота си с нея. Андрес обаче не казва нито на нея, нито на никого за болестта си.
Щастливата двойка заминава на меден месец в Европа. След престоя си Андрес решава да представи Фиорела на семейството си като своя съпруга; обаче съдбата има други планове и той умира точно преди да влезе в къщата, оставяйки бедното момиче вдовица.
Семейство Мехия-Гусман изобщо не приема добре този факт. Майката на Андрес, доня Роберта, отхвърля този брак и внезапната смърт на първородния си син я кара да намрази Фиорела. Тази омраза се засилва, когато открива, че завещанието определя като единствени наследници на семейното богатство Фиорела и незаконния син, който Андрес има от бивша слугиня, работила в дома им. Единственото условие, за да наследят парите, е двамата наследници да живеят заедно в имението една година.
Това условие не е толкова просто, колкото изглежда; синът на починалия, който също се казва Андрес, не приема съпругата на баща си.
При съвместното съжителство това отхвърляне постепенно се превръща в любов, пред която се появяват множество проблеми. Въпреки това, накрая любовта ще успее да преодолее всички препятствия, за да триумфира.

## Актьори
- Анджи Сепеда – Фиорела Морели вдовица де Мехия-Гусман
- Салвадор дел Солар – Андрес Мехия-Гусман Лопес
- Арналдо Андре – Андрес Мехия-Гусман Санчо
- Ванеса Саба – Ребека Монтенегро
- Теди Гусман – Каридад Лопес
- Камуча Негрете – Чабука Флорес де Морели
- Рикардо Фернандес – Лусиано Морели
- Ернан Ромеро – Диего Ернандес-Марин
- Мария Кристина Лосада – Роберта Санчо Давила вдовица де Мехия-Гусман
- Марта Фигероа – Патрисия Мехия-Гусман де Ернандес-Марин
- Катя Кондос – Паула Мехия-Гусман Санчо
- Сантяго Махил – Кристиан Мехия-Гусман Санчо
- Росана Фернандес Малдонадо – Сандра Паласиос
- Серхио Галиани – Гарабан
- Мария Анхелика Вега – Барбара Матос
- Ерика Виялобос – Карина Линарес
- Елвира де ла Пуенте – Елвира Монкайо
- Хесус Делавьо – Орсабал

## Премиера
Премиерата на Бедна дяволица е на 1 май 2000 г. Последният 180. епизод е излъчен на 2 януари 2001 г.

## Версии
- Бедна дяволица (1973), аржентинска теленовела, режисирана от Алехандро Дория, с участието на Соледад Силвейра, Арналдо Андре и Кина Сория.
- Бедна дяволица (1990), аржентинска теленовела, режисирана от Луис Мансо, с участието на Жанет Родригес и Освалдо Лапорт.